# 公式戦
公式戦（こうしきせん）とは、競技団体などが公式な試合として扱い、行われる試合をいう。

## 野球

### 国際大会
世界野球・ソフトボール連盟（WBSC）が定める主な公式戦に以下の大会がある。
- ワールド・ベースボール・クラシック（主催はMLB機構と選手会）
- WBSCプレミア12

### メジャーリーグベースボール
MLBは、アメリカン・リーグ14球団、ナショナル・リーグ16球団の計30球団で構成され、2004年シーズンには3月末から9月にかけて公式戦全162試合が開催された。

### 日本野球機構
特に、日本野球機構においては、JERA セントラル・リーグ（セ・リーグ）及びパーソル パシフィック・リーグ（パ・リーグ）の優勝を争う試合を「公式戦」と呼ぶ。日本野球機構は、2リーグ制をとり、セ・パ交流戦、日本選手権シリーズ等が行われて、以下に記述するような形態となっており、本項目では、主に、日本野球機構における公式戦について記述する。

#### セ・リーグ（パ・リーグ）公式戦
各リーグの所属チーム総当たりで試合が行われ、優勝を争う。英語ではRegular seasonと言われる。
日本野球機構関係で単に「公式戦」と言った場合は、セ・リーグ公式戦、パ・リーグ公式戦の他に後述するセ・パ交流戦を含めてとらえることが一般的である。日本選手権シリーズ、クライマックスシリーズは公式戦には含まれない。
公式戦に出場できる選手は、出場選手登録されている選手に限られ（セ・パ交流戦も同様）、出場選手登録されている選手たちが、セ・リーグおよびパ・リーグの各球団においては一軍の選手と位置づけられる（例:阪神タイガース）。
選手の記録についても、公式戦が専ら対象となる。
試合数等は、セントラル・リーグ、パシフィック・リーグを参照。

#### セ・パ交流戦
英語ではInterleagueと言われるなど、セ・リーグ公式戦、パ・リーグ公式戦とは区別されているが、交流戦の成績は、公式戦の成績に反映される（参考:）。
詳細については、セ・パ交流戦参照。 

#### ファーム公式戦
二軍の公式戦は「ファーム公式戦」などと呼ばれ、区別される。

## サッカー

### 国際大会
国際サッカー連盟（FIFA）が公式戦と認めるものとしては同連盟や各大陸連盟が主催する大会及びその予選を指す。

## バスケットボール
各団体における公式戦には次のようなものがある。

### 国際大会等

#### 国際バスケットボール連盟
- FIBAバスケットボール・ワールドカップ

#### FIBAアジア
- FIBAアジアカップ

#### FIBAヨーロッパ
- ユーロカップ
- バスケットボール・チャンピオンズリーグ

#### FIBAアメリカ
- FIBAアメリカップ

#### FIBAアフリカ
- FIBAアフリカップ

### 日本

#### 日本バスケットボール協会
- 天皇杯・皇后杯全日本バスケットボール選手権大会

#### ジャパン・プロフェッショナル・バスケットボールリーグ
- B.LEAGUE Division1/Division2
- B3.LEAGUE

#### 日本スポーツ協会
- 国民体育大会バスケットボール競技

#### 高体連
- 全国高等学校総合体育大会バスケットボール競技大会

## バレーボール
各団体における公式戦には次のようなものがある。

### 国際大会等

#### 国際バレーボール連盟
- FIVBバレーボール世界選手権
- FIVBバレーボールネーションズリーグ
- FIVBバレーボール世界クラブ選手権

#### アジアバレーボール連盟
- AVCアジア選手権

#### ヨーロッパバレーボール連盟
- CEV欧州選手権
- CEVチャンピオンズリーグ

#### 北中米カリブ海バレーボール連盟
- バレーボール北中米選手権

#### 南米バレーボール連盟
- バレーボール南米選手権

#### アフリカバレーボール連盟
- バレーボールアフリカ選手権

### 日本

#### 日本バレーボール協会
- 天皇杯・皇后杯全日本バレーボール選手権大会[9]
- 黒鷲旗全日本男女選抜バレーボール大会[10]

#### SVリーグ
- SVリーグ
- Vリーグ

#### 日本スポーツ協会
- 国民体育大会バレーボール競技

#### 高体連
- 全国高等学校総合体育大会バレーボール競技大会

## ボクシング

### プロボクシング
プロボクシングでは公式試合と呼ぶことが多く、日本ボクシングコミッションではコミッションルールにてこのように定義がなされている。
公式試合は大きく分けて王座の懸かるタイトルマッチと王座とは無関係のノンタイトルの2種類。ノンタイトルのうち、トーナメント戦にも関係のない試合はオープン戦と呼ばれる。